# Ophiodothella syzygii
Ophiodothella syzygii är en svampart som beskrevs av C.A. Pearce & K.D. Hyde 1993. Ophiodothella syzygii ingår i släktet Ophiodothella och familjen Phyllachoraceae.   Inga underarter finns listade i Catalogue of Life.